# Дюфрень, Жан
Жан Дюфрень (нем. Jean Dufresne, псевдоним Э. С. Фройнд (нем. E. S. Freund - анаграмма фамилии Dufresne); 14 февраля 1829, Берлин — 13 апреля 1893, Берлин) — немецкий шахматист и шахматный литератор.

## Биография
Жан Дюфрень родился в семье еврейского купца Якоба Эфраима Дюфреня в Берлине. Он учился в гимназии в Берлине до 1847 года, а затем изучал юриспруденцию в родном городе и в Бреслау. В 1893 году он скончался от апоплексического удара.
Ученик А. Андерсена; соредактор журнала «Deutsche Schachzeitung». Вёл шахматные разделы в ряде немецких газет. Составитель сборника партий матча П. Морфи — А. Андерсен (1858), Лондонского (1862) и Парижского (1867) турниров, антологий шахматных партий и задач. Из многочисленных шахматных учебников Дюфреня наиболее популярно «Малое руководство к изучению шахматной игры» («Kleines Lehrbuch des Schachspiels», 1881), которое неоднократно издавалось, в том числе и на русском языке. В соревнованиях участвовал редко; соавтор «вечнозелёной партии» («Неувядаемая партия»).